# Trójmiasto
Trójmiasto [/trujˈmʲastɔ/]  ("Trestad", "Trippelstaden") är ett område bestående av de tre polska städerna Gdańsk, Gdynia och Sopot vid Östersjön.
Trójmiasto ligger i Pommerns vojvodskap, som har Gdańsk som huvudstad.
De tre städerna har sammanlagt 746 927 invånare (2015), varav Gdańsk 461 798, Gdynia 247 672 och Sopot 37 457 invånare. Storstadsområdet Trójmiasto har över 1 miljon invånare.

## Historik
Mellan 1920 och 1939, under mellankrigstiden, tillhörde Gdańsk och Sopot Fristaden Danzig, som stod under kontroll av Nationernas Förbund. Polen anlade från slutet av 1920-talet en hamn vid Gdynia för att ge landet tillgång till en egen Östersjöhamn. Sedan andra världskriget har hela området varit en del av Polen. Städerna började att på allvar växa samman under 1970-talet, något som en ny huvudväg mellan städerna kom att bidra till.